# Vakovlkovití
Vakovlkovití (Thylacinidae) je čeleď větších dravých vačnatců. Její jediný člen, který se dožil recentní doby, vakovlk, je pravděpodobně dnes již vyhynulý. Poslední dokumentovaný exemplář uhynul v roce 1936 v zoologické zahradě v Hobartu v Tasmánii.